# تاریخ هخامنشیان
تاریخ هخامنشیان (به انگلیسی: Achaemenid history) کتابی است به ویراستاری هلن سانسیسی وردنبورخ ، آملی کورت، یان ویلم درایورس، پی‌یر بریان، یوهان دروس، دنیز کاپتان، مارگارت کول روت، مارک گریسون و ووتر ف. م. هنکلمن است که توسط مرتضی ثاقب‌فر به فارسی برگردانیده شده است.

## مجلدات
فهرست 14 جلد اول بدین شرح است:
| شماره جلد  | نام جلد                                                    | ویراستار(ها) | نویسنده (فصل)                                     | فصل کتاب                                                                                | شابک ISBN         |
| ---------- | ---------------------------------------------------------- | --- | ------------------------------------------------- | --------------------------------------------------------------------------------------- | ----------------- |
| 1          | منابع، ساختار و نتیجه‌گیری                                  | هلن سانسیسی وردنبورخ | هلن سانسیسی وردنبورخ                              | دیباچه                                                                                  | 978-964-315-675-6 |
| 1          | منابع، ساختار و نتیجه‌گیری                                  | هلن سانسیسی وردنبورخ | پی‌یر بریان                                        | قدرت مرکزی و چند مرکزیِ فرهنگی در شاهنشاهی هخامنشی                                       | 978-964-315-675-6 |
| 1          | منابع، ساختار و نتیجه‌گیری                                  | هلن سانسیسی وردنبورخ | هلن سانسیسی وردنبورخ                              | انحطاط شاهنشاهی یا انحطاط منابع؟                                                        | 978-964-315-675-6 |
| 1          | منابع، ساختار و نتیجه‌گیری                                  | هلن سانسیسی وردنبورخ | ه. ت. والین خا                                    | نیروی دریایی باستانی ایران و پیشینیان آن                                                | 978-964-315-675-6 |
| 1          | منابع، ساختار و نتیجه‌گیری                                  | هلن سانسیسی وردنبورخ | ج. د. ری                                          | مصر: استقلال و عدم استقلال (343 تا 435 ق.م)                                             | 978-964-315-675-6 |
| 1          | منابع، ساختار و نتیجه‌گیری                                  | هلن سانسیسی وردنبورخ | خ. وان در کویی                                    | تل دیر علا (دره اردن خاوری) در دوره هخامنشی                                             | 978-964-315-675-6 |
| 1          | منابع، ساختار و نتیجه‌گیری                                  | هلن سانسیسی وردنبورخ | ی. ک. ه. ابرام                                    | تاریخ شکل سنتی عزرا. و مساله عزرای تاریخی                                               | 978-964-315-675-6 |
| 1          | منابع، ساختار و نتیجه‌گیری                                  | هلن سانسیسی وردنبورخ | ا. هنریک                                          | شَهَربی نهم: باستان‌شناسی در تقابل با تاریخ؟                                               | 978-964-315-675-6 |
| 1          | منابع، ساختار و نتیجه‌گیری                                  | هلن سانسیسی وردنبورخ | آملی کورت                                         | بررسی منابع مکتوب درباره تاریخ بابل در دوره پسین هخامنشی                                | 978-964-315-675-6 |
| 1          | منابع، ساختار و نتیجه‌گیری                                  | هلن سانسیسی وردنبورخ | گ. وان دریل                                       | استمرار یا انحطاط در دوره هخامنشی پسین: مدارکی از جنوب بین‌النهرین                       | 978-964-315-675-6 |
| 1          | منابع، ساختار و نتیجه‌گیری                                  | هلن سانسیسی وردنبورخ | ویلم وخل سانگ                                     | ملاحظاتی درباره ایران خاوری در دوره هخامنشی پسین                                        | 978-964-315-675-6 |
| 1          | منابع، ساختار و نتیجه‌گیری                                  | هلن سانسیسی وردنبورخ | دیتر متسلر                                        | برخی نتیجه‌گیری‌ها                                                                        | 978-964-315-675-6 |
| 2          | منابع یونانی                                               | هلن سانسیسی وردنبورخ، آملی کورت | هلن سانسیسی وردنبورخ، آملی کورت                   | دیباچه                                                                                  | 978-964-315-676-6 |
| 2          | منابع یونانی                                               | هلن سانسیسی وردنبورخ، آملی کورت | پی‌یر بریان                                        | نهادهای ایرانی و تاریخ تطبیقی در تاریخ‌نگاری یونانی                                      | 978-964-315-676-6 |
| 2          | منابع یونانی                                               | هلن سانسیسی وردنبورخ، آملی کورت | پیتر کالمایر                                      | تاریخ‌نویسی یونانی و نقش‌برجسته‌های هخامنشی                                                | 978-964-315-676-6 |
| 2          | منابع یونانی                                               | هلن سانسیسی وردنبورخ، آملی کورت | ر. ب. استیونسن                                    | دروغ و جعلیات در پارسنامه‌ی دینون                                                        | 978-964-315-676-6 |
| 2          | منابع یونانی                                               | هلن سانسیسی وردنبورخ، آملی کورت | آلن گریفیث                                        | دموکدس کروتونی: پزشک یونانی دربار داریوش                                                | 978-964-315-676-6 |
| 2          | منابع یونانی                                               | هلن سانسیسی وردنبورخ، آملی کورت | کلاریس هرن اشمیت                                  | یادداشت‌هایی درباره خویشاوندی نزد پارسیان...                                             | 978-964-315-676-6 |
| 2          | منابع یونانی                                               | هلن سانسیسی وردنبورخ، آملی کورت | آملی کورت و سوزان شروین اشمیت                     | تخریب بت‌خانه‌های بابل به دست خشایارشا                                                    | 978-964-315-676-6 |
| 2          | منابع یونانی                                               | هلن سانسیسی وردنبورخ، آملی کورت | د. م. لوئیس                                       | سفره‌ی شاهانه (پولیانوس، بخش 4 - 3,32)                                                   | 978-964-315-676-6 |
| 2          | منابع یونانی                                               | هلن سانسیسی وردنبورخ، آملی کورت | دیتر متسلر                                        | شواهد سبک‌شناختی درباره استفاده تاریخ نویسان یونانی از منابع ایرانی                      | 978-964-315-676-6 |
| 2          | منابع یونانی                                               | هلن سانسیسی وردنبورخ، آملی کورت | آزوین ماری                                        | هرودوت و تاریخ شفاهی                                                                    | 978-964-315-676-6 |
| 2          | منابع یونانی                                               | هلن سانسیسی وردنبورخ، آملی کورت | هلن سانسیسی وردنبورخ                              | پنجمین پادشاهی شرقی و یونان مداری                                                       | 978-964-315-676-6 |
| 2          | منابع یونانی                                               | هلن سانسیسی وردنبورخ، آملی کورت | کریستوفر تاپلین                                   | عهدنامه پویوتیوس                                                                        | 978-964-315-676-6 |
| 2          | منابع یونانی                                               | هلن سانسیسی وردنبورخ، آملی کورت | گ. والزر                                          | امپریالیسم ایرانی و آزادی یونانی                                                        | 978-964-315-676-6 |
| 3          | روش و نظریه                                                | هلن سانسیسی وردنبورخ، آملی کورت | هلن سانسیسی وردنبورخ، آملی کورت                   | دیباچه                                                                                  | 978-964-315-677-0 |
| 3          | روش و نظریه                                                | هلن سانسیسی وردنبورخ، آملی کورت | یوزف ویزه‌هوفر                                     | تصویر هخامنشیان در دوره ناسیونال سوسیالیسم                                              | 978-964-315-677-0 |
| 3          | روش و نظریه                                                | هلن سانسیسی وردنبورخ، آملی کورت | مری بویس                                          | دین کوروش بزرگ                                                                          | 978-964-315-677-0 |
| 3          | روش و نظریه                                                | هلن سانسیسی وردنبورخ، آملی کورت | آلن ب. لوید                                       | هرودوت و کمبوجیه: ملاحظاتی درباره یک تحقیق تازه                                         | 978-964-315-677-0 |
| 3          | روش و نظریه                                                | هلن سانسیسی وردنبورخ، آملی کورت | کریستوفر توپلین                                   | پادگان‌های هخامنشی در آثار گزنفون و سایر منابع                                           | 978-964-315-677-0 |
| 3          | روش و نظریه                                                | هلن سانسیسی وردنبورخ، آملی کورت | استوارت چ. براون                                  | تاریخ ماد هرودوت و سیر تکامل در دولت ماد                                                | 978-964-315-677-0 |
| 3          | روش و نظریه                                                | هلن سانسیسی وردنبورخ، آملی کورت | آملی کورت                                         | خاک و آب                                                                                | 978-964-315-677-0 |
| 3          | روش و نظریه                                                | هلن سانسیسی وردنبورخ، آملی کورت | پیتر کالمایر                                      | چیدمان - نسخه بدل - رونوشت - تغییر شکل                                                  | 978-964-315-677-0 |
| 3          | روش و نظریه                                                | هلن سانسیسی وردنبورخ، آملی کورت | ویلم وخل سانگ                                     | ملاحظاتی درباره هیرکانیا در دوره هخامنشی: تلفیقی از منابع                               | 978-964-315-677-0 |
| 3          | روش و نظریه                                                | هلن سانسیسی وردنبورخ، آملی کورت | پی‌یر بریان                                        | قوم-طبقه‌ی حاکم و جمعیت‌های تابع در شاهنشاهی هخامنشی                                      | 978-964-315-677-0 |
| 3          | روش و نظریه                                                | هلن سانسیسی وردنبورخ، آملی کورت | ن. و. سکوندا                                      | استقرار ایران در فریگیه هلسپونتین                                                       | 978-964-315-677-0 |
| 3          | روش و نظریه                                                | هلن سانسیسی وردنبورخ، آملی کورت | هلن سانسیسی وردنبورخ                              | آیا اصلاً امپراتوری ماد وجود داشته است؟                                                  | 978-964-315-677-0 |
| 4          | مرکز و پیرامون                                             | هلن سانسیسی وردنبورخ، آملی کورت | هلن سانسیسی وردنبورخ، آملی کورت                   | دیباچه                                                                                  | 978-964-315-678-7 |
| 4          | مرکز و پیرامون                                             | هلن سانسیسی وردنبورخ، آملی کورت | د.م. لوئیس                                        | متون بارویی تخت جمشید                                                                   | 978-964-315-678-7 |
| 4          | مرکز و پیرامون                                             | هلن سانسیسی وردنبورخ، آملی کورت | پیتر کالمایر                                      | تخت جمشید در عصر پسین                                                                   | 978-964-315-678-7 |
| 4          | مرکز و پیرامون                                             | هلن سانسیسی وردنبورخ، آملی کورت | کلاریس هرن اشمیت                                  | یادداشت‌هایی بر خط میخی و ادبیات پارسی                                                   | 978-964-315-678-7 |
| 4          | مرکز و پیرامون                                             | هلن سانسیسی وردنبورخ، آملی کورت | استوارت براون                                     | ماد در دوره هخامنشی: عصر آهن پسین در غرب میانی ایرانی                                   | 978-964-315-678-7 |
| 4          | مرکز و پیرامون                                             | هلن سانسیسی وردنبورخ، آملی کورت | برتیل لیوته                                       | روابط میان آسیای میانه و شاهنشاهی هخامشنی                                               | 978-964-315-678-7 |
| 4          | مرکز و پیرامون                                             | هلن سانسیسی وردنبورخ، آملی کورت | ویلم وخل سانگ                                     | هخامنشیان و هندوستان                                                                    | 978-964-315-678-7 |
| 4          | مرکز و پیرامون                                             | هلن سانسیسی وردنبورخ، آملی کورت | ژان فرانسواسال                                    | هخامنشیان در خلیج فارس                                                                  | 978-964-315-678-7 |
| 4          | مرکز و پیرامون                                             | هلن سانسیسی وردنبورخ، آملی کورت | دیوید ف. گراف                                     | عربستان در دوره هخامنشی                                                                 | 978-964-315-678-7 |
| 4          | مرکز و پیرامون                                             | هلن سانسیسی وردنبورخ، آملی کورت | رمی بوشارلا                                       | شوش و شوشیان در دوره هخامنشی: داده‌های باستان‌شناختی                                      | 978-964-315-678-7 |
| 4          | مرکز و پیرامون                                             | هلن سانسیسی وردنبورخ، آملی کورت | آملی کورت                                         | بالیه هخامنشی: منابع و مشکلات                                                           | 978-964-315-678-7 |
| 4          | مرکز و پیرامون                                             | هلن سانسیسی وردنبورخ، آملی کورت | ماتیو استالپر                                     | بایگانی کَسر                                                                             | 978-964-315-678-7 |
| 4          | مرکز و پیرامون                                             | هلن سانسیسی وردنبورخ، آملی کورت | پیتر اکروید                                       | مدارک مکتوب درباره فلسطین                                                               | 978-964-315-678-7 |
| 4          | مرکز و پیرامون                                             | هلن سانسیسی وردنبورخ، آملی کورت | افرائیم استرن                                     | مدارک جدید درباره تقسیمات اداری فلسطین در دوره یونانیان                                 | 978-964-315-678-7 |
| 4          | مرکز و پیرامون                                             | هلن سانسیسی وردنبورخ، آملی کورت | ژوزت الا                                          | شهرهای فنیقی در دوره هخامنشی: ملاحظاتی درباره وضع کنونی...                              | 978-964-315-678-7 |
| 4          | مرکز و پیرامون                                             | هلن سانسیسی وردنبورخ، آملی کورت | یوزف ویزه‌هوفر                                     | قبرس در دوران چیرگی ایرانیان                                                            | 978-964-315-678-7 |
| 4          | مرکز و پیرامون                                             | هلن سانسیسی وردنبورخ، آملی کورت | مایکل ویکرز                                       | تاثیرات متقابل ایرانیان و یونانیان بر یکدیگر                                            | 978-964-315-678-7 |
| 4          | مرکز و پیرامون                                             | هلن سانسیسی وردنبورخ، آملی کورت | هلن سانسیسی وردنبورخ                              | کاوش در یک امپراتوری زودگذر                                                             | 978-964-315-678-7 |
| 5          | ریشه سنت‌های اروپایی                                        | هلن سانسیسی وردنبورخ ، یان ویلم درایورس                                                                                                 | هلن سانسیسی وردنبورخ یان ویلم درایورس             | پیشگفتار                                                                                | 978-964-315-679-4 |
| 5          | ریشه سنت‌های اروپایی                                        | هلن سانسیسی وردنبورخ ، یان ویلم درایورس                                                                                                 | پیتر اکروید                                       | تصویر فرمانروایان هخامنشی در کتاب مقدس                                                  | 978-964-315-679-4 |
| 5          | ریشه سنت‌های اروپایی                                        | هلن سانسیسی وردنبورخ ، یان ویلم درایورس                                                                                                 | ک. توپلین                                         | برخی نکات درباره: آرایه‌ی ایرانی کتاب کوروش‌نامه                                          | 978-964-315-679-4 |
| 5          | ریشه سنت‌های اروپایی                                        | هلن سانسیسی وردنبورخ ، یان ویلم درایورس                                                                                                 | هلن سانسیسی وردنبورخ                              | کوروش در ایتالیا: از دانته تا ماکیاولی                                                  | 978-964-315-679-4 |
| 5          | ریشه سنت‌های اروپایی                                        | هلن سانسیسی وردنبورخ ، یان ویلم درایورس                                                                                                 | گرت هارمانی                                       | آنیوس ویتربویی و تاریخ ایران                                                            | 978-964-315-679-4 |
| 5          | ریشه سنت‌های اروپایی                                        | هلن سانسیسی وردنبورخ ، یان ویلم درایورس                                                                                                 | دیوید لوئیس                                       | بریسونیوس: درباره سه اصل متوازن کننده فرمانروایی در ایران (سال 1590 م)                  | 978-964-315-679-4 |
| 5          | ریشه سنت‌های اروپایی                                        | هلن سانسیسی وردنبورخ ، یان ویلم درایورس                                                                                                 | ماریا بروسیس                                      | دو دیدگاه درباره تاریخ ایران، در سده هجدهم انگلستان                                     | 978-964-315-679-4 |
| 5          | ریشه سنت‌های اروپایی                                        | هلن سانسیسی وردنبورخ ، یان ویلم درایورس                                                                                                 | پیتر کالمایر                                      | پیکره‌های شرقی در نقش‌برجسته تور والسن موسوم به افریز اسکندر                              | 978-964-315-679-4 |
| 5          | ریشه سنت‌های اروپایی                                        | هلن سانسیسی وردنبورخ ، یان ویلم درایورس                                                                                                 | آملی کورت                                         | اسکندر و بابل                                                                           | 978-964-315-679-4 |
| 5          | ریشه سنت‌های اروپایی                                        | هلن سانسیسی وردنبورخ ، یان ویلم درایورس                                                                                                 | آن گونتر                                          | الگوهای شرق در تاریخ هنر دوره‌ شرقی مآبی                                                 | 978-964-315-679-4 |
| 5          | ریشه سنت‌های اروپایی                                        | هلن سانسیسی وردنبورخ ، یان ویلم درایورس                                                                                                 | یوزف ویزه‌هوفر                                     | تاریخچه مفاهیم «آریایی‌ها» و «آریایی» در علوم زبان‌شناسی                                  | 978-964-315-679-4 |
| 5          | ریشه سنت‌های اروپایی                                        | هلن سانسیسی وردنبورخ ، یان ویلم درایورس                                                                                                 | پی‌یر بریان                                        | خرونینگن 1987: گزارش‌هایی آزاد                                                           | 978-964-315-679-4 |
| 6          | آسیای صغیر و مصر فرهنگ کهن در یک شاهنشاهی نوین             | هلن سانسیسی وردنبورخ، آملی کورت | هلن سانسیسی وردنبورخ، آملی کورت                   | پیشگفتار                                                                                | 978-964-315-680-0 |
| 6          | آسیای صغیر و مصر فرهنگ کهن در یک شاهنشاهی نوین             | هلن سانسیسی وردنبورخ، آملی کورت | مارگارت کول روت                                   | از دل: ایران‌گرایی نیرومند در هنر غرب شاهنشاهی                                           | 978-964-315-680-0 |
| 6          | آسیای صغیر و مصر فرهنگ کهن در یک شاهنشاهی نوین             | هلن سانسیسی وردنبورخ، آملی کورت | مایکل ویکرز                                       | طلا و نقره ایرانی، تراکیه‌ای و یونانی: مسائل اندازه‌شناسی                                 | 978-964-315-680-0 |
| 6          | آسیای صغیر و مصر فرهنگ کهن در یک شاهنشاهی نوین             | هلن سانسیسی وردنبورخ، آملی کورت | مائورو کورسارو                                    | ایونی‌ها میان یونانیان و ایرانیان                                                        | 978-964-315-680-0 |
| 6          | آسیای صغیر و مصر فرهنگ کهن در یک شاهنشاهی نوین             | هلن سانسیسی وردنبورخ، آملی کورت | جک مارتین بالسر                                   | یونانیان شرقی زیر فرمانروایی ایران: ارزیابی مجدد                                        | 978-964-315-680-0 |
| 6          | آسیای صغیر و مصر فرهنگ کهن در یک شاهنشاهی نوین             | هلن سانسیسی وردنبورخ، آملی کورت | پی‌یر بریان                                        | از سارد تا شوش                                                                          | 978-964-315-680-0 |
| 6          | آسیای صغیر و مصر فرهنگ کهن در یک شاهنشاهی نوین             | هلن سانسیسی وردنبورخ، آملی کورت | ن. سکوندا                                         | استقرار هخامنشیان در کاریا، لوقیه و فریقیه بزرگ                                         | 978-964-315-680-0 |
| 6          | آسیای صغیر و مصر فرهنگ کهن در یک شاهنشاهی نوین             | هلن سانسیسی وردنبورخ، آملی کورت | یان ساله                                          | تاثیرهای هخامنشیان در لوقیه (مسکوکات، پیکرتراشی، معماری)                                | 978-964-315-680-0 |
| 6          | آسیای صغیر و مصر فرهنگ کهن در یک شاهنشاهی نوین             | هلن سانسیسی وردنبورخ، آملی کورت | تی‌یری پوتی                                        | حضور و نفوذ ایران در قبرس                                                               | 978-964-315-680-0 |
| 6          | آسیای صغیر و مصر فرهنگ کهن در یک شاهنشاهی نوین             | هلن سانسیسی وردنبورخ، آملی کورت | هرمان ت. والین خا                                 | پولوکراتس و مصر: گواهی «سامائینا»                                                       | 978-964-315-680-0 |
| 6          | آسیای صغیر و مصر فرهنگ کهن در یک شاهنشاهی نوین             | هلن سانسیسی وردنبورخ، آملی کورت | آندره لومر                                        | پژوهش‌های کتیبه‌شناسی آرامی در آسیای صغیر و مصر                                           | 978-964-315-680-0 |
| 6          | آسیای صغیر و مصر فرهنگ کهن در یک شاهنشاهی نوین             | هلن سانسیسی وردنبورخ، آملی کورت | ژان فرانسواسال                                    | گندم، روغن و شراب                                                                       | 978-964-315-680-0 |
| 6          | آسیای صغیر و مصر فرهنگ کهن در یک شاهنشاهی نوین             | هلن سانسیسی وردنبورخ، آملی کورت | ک. توپلین                                         | آبراهه سوئزِ داریوش و امپریالیسم ایرانی                                                  | 978-964-315-680-0 |
| 6          | آسیای صغیر و مصر فرهنگ کهن در یک شاهنشاهی نوین             | هلن سانسیسی وردنبورخ، آملی کورت | پیتر کالمایر                                      | سبک مصری و محتوای هخامنشی/شاهنشاهی                                                      | 978-964-315-680-0 |
| 6          | آسیای صغیر و مصر فرهنگ کهن در یک شاهنشاهی نوین             | هلن سانسیسی وردنبورخ، آملی کورت | یوزف ویزه‌هوفر                                     | درباره دستگاه اداری جنوب مصر در دوره هخامنشی                                            | 978-964-315-680-0 |
| 6          | آسیای صغیر و مصر فرهنگ کهن در یک شاهنشاهی نوین             | هلن سانسیسی وردنبورخ، آملی کورت | فیلیپ هویزه                                       | ایرانیان در مصر                                                                         | 978-964-315-680-0 |
| 6          | آسیای صغیر و مصر فرهنگ کهن در یک شاهنشاهی نوین             | هلن سانسیسی وردنبورخ، آملی کورت | رابرت مورکورت                                     | نوبیه و ایران هخامنشی: منابع و مشکلات                                                   | 978-964-315-680-0 |
| 7          | از نگاه مسافران                                            | هلن سانسیسی وردنبورخ ، یان ویلم درایورس                                                                                                 | هلن سانسیسی وردنبورخ و یان ویلم درایورس           | پیشگفتار                                                                                | 978-964-315-681-7 |
| 7          | از نگاه مسافران                                            | هلن سانسیسی وردنبورخ ، یان ویلم درایورس                                                                                                 | هلن سانسیسی وردنبورخ                              | دیباچه از چشم مسافران                                                                   | 978-964-315-681-7 |
| 7          | از نگاه مسافران                                            | هلن سانسیسی وردنبورخ ، یان ویلم درایورس                                                                                                 | کریستوفر توپلین                                   | مسافران جدید و قدیم شاهنشاهی هخامنشی                                                    | 978-964-315-681-7 |
| 7          | از نگاه مسافران                                            | هلن سانسیسی وردنبورخ ، یان ویلم درایورس                                                                                                 | مایکل ویکرز                                       | چشم اندازهای تخت جمشید از دید ویلیام مارشال و ونکلاوس هولار                             | 978-964-315-681-7 |
| 7          | از نگاه مسافران                                            | هلن سانسیسی وردنبورخ ، یان ویلم درایورس                                                                                                 | یوزف ویزه‌هوفر                                     | انگلبرت کمفر در نقش رستم و تخت جمشید                                                    | 978-964-315-681-7 |
| 7          | از نگاه مسافران                                            | هلن سانسیسی وردنبورخ ، یان ویلم درایورس                                                                                                 | یان ویلم داریورس                                  | کورنلیس دبروئین و خیٌسبرت کوپر                                                           | 978-964-315-681-7 |
| 7          | از نگاه مسافران                                            | هلن سانسیسی وردنبورخ ، یان ویلم درایورس                                                                                                 | گرت اشتاینر                                       | بزرگداشت تلاش‌های گئورک فردریش گروتفنت                                                   | 978-964-315-681-7 |
| 7          | از نگاه مسافران                                            | هلن سانسیسی وردنبورخ ، یان ویلم درایورس                                                                                                 | د. متسلر                                          | آنکتیل دوپرون و مفهوم دورانِ محوری                                                       | 978-964-315-681-7 |
| 7          | از نگاه مسافران                                            | هلن سانسیسی وردنبورخ ، یان ویلم درایورس                                                                                                 | پیتر کالمایر                                      | هخامنشیان و تخت جمشید از دید یوهان گوتفریت هردر                                         | 978-964-315-681-7 |
| 7          | از نگاه مسافران                                            | هلن سانسیسی وردنبورخ ، یان ویلم درایورس                                                                                                 | جک مارتین بالسر                                   | اریک فردریش اشمیت                                                                       | 978-964-315-681-7 |
| 7          | از نگاه مسافران                                            | هلن سانسیسی وردنبورخ ، یان ویلم درایورس                                                                                                 | هلن سانسیسی وردنبورخ                              | نوروز در تخت جمشید                                                                      | 978-964-315-681-7 |
| 7          | از نگاه مسافران                                            | هلن سانسیسی وردنبورخ ، یان ویلم درایورس                                                                                                 | آملی کورت                                         | نکاتی به عنوان نتیجه‌گیری                                                                | 978-964-315-681-7 |
| 8          | تداوم و تغییر                                              | هلن سانسیسی وردنبورخ، آملی کورت و مارگارت کول روت                                                                                       | هلن سانسیسی وردنبورخ، آملی کورت و مارگارت کول روت | پیشگفتار                                                                                | 978-964-315-682-4 |
| 8          | تداوم و تغییر                                              | هلن سانسیسی وردنبورخ، آملی کورت و مارگارت کول روت                                                                                       | هلن سانسیسی وردنبورخ، آملی کورت و مارگارت کول روت | دیباچه                                                                                  | 978-964-315-682-4 |
| 8          | تداوم و تغییر                                              | هلن سانسیسی وردنبورخ، آملی کورت و مارگارت کول روت                                                                                       | مارگارت کول روت، آن آربر                          | کنار زدن پرده‌ها: انتقال هنری در فراسوی مرزهای دوره‌های تاریخی                            | 978-964-315-682-4 |
| 8          | تداوم و تغییر                                              | هلن سانسیسی وردنبورخ، آملی کورت و مارگارت کول روت                                                                                       | هلن سانسیسی وردنبورخ                              | شفاهی بودن «مدیکوس لوگوس» هرودوت، یا دیداری دوباره با شاهنشاهی ماد                      | 978-964-315-682-4 |
| 8          | تداوم و تغییر                                              | هلن سانسیسی وردنبورخ، آملی کورت و مارگارت کول روت                                                                                       | اسکار وایت موسکارلا                               | گوناگونی مطالب مربوط به ماد                                                             | 978-964-315-682-4 |
| 8          | تداوم و تغییر                                              | هلن سانسیسی وردنبورخ، آملی کورت و مارگارت کول روت                                                                                       | الیزابت کارتر                                     | پُلی بر شکاف میان ایلامیان و پارسیان در جنوب خاوری خوزستان                               | 978-964-315-682-4 |
| 8          | تداوم و تغییر                                              | هلن سانسیسی وردنبورخ، آملی کورت و مارگارت کول روت                                                                                       | ویلیام م. سامتر                                   | معیارهای باستان‌شناختی تداوم فرهنگی و آمدن پارسیان به فارس                               | 978-964-315-682-4 |
| 8          | تداوم و تغییر                                              | هلن سانسیسی وردنبورخ، آملی کورت و مارگارت کول روت                                                                                       | اورزولا زایدل                                     | برداشت‌های هنری هخامنشیان از فرهنگ اورارتویی                                             | 978-964-315-682-4 |
| 8          | تداوم و تغییر                                              | هلن سانسیسی وردنبورخ، آملی کورت و مارگارت کول روت                                                                                       | پیتر کالمایر                                      | عناصر بابلی و آشوری در هنر هخامنشی                                                      | 978-964-315-682-4 |
| 8          | تداوم و تغییر                                              | هلن سانسیسی وردنبورخ، آملی کورت و مارگارت کول روت                                                                                       | جانت ه. جانسون                                    | ایرانیان و تداوم فرهنگ مصر                                                              | 978-964-315-682-4 |
| 8          | تداوم و تغییر                                              | هلن سانسیسی وردنبورخ، آملی کورت و مارگارت کول روت                                                                                       | ر. دکا                                            | داریوش، پادشاهِ kapelos (کاسبکار)                                                        | 978-964-315-682-4 |
| 8          | تداوم و تغییر                                              | هلن سانسیسی وردنبورخ، آملی کورت و مارگارت کول روت                                                                                       | دیوید ف. گراف                                     | شبکه جاده شاهی                                                                          | 978-964-315-682-4 |
| 8          | تداوم و تغییر                                              | هلن سانسیسی وردنبورخ، آملی کورت و مارگارت کول روت                                                                                       | ژان فرانسوا سال                                   | گندم، روغن و شراب                                                                       | 978-964-315-682-4 |
| 8          | تداوم و تغییر                                              | هلن سانسیسی وردنبورخ، آملی کورت و مارگارت کول روت                                                                                       | رمی بوشارلا                                       | تداوم در شوش در هزاره یکم پیش از میلاد                                                  | 978-964-315-682-4 |
| 8          | تداوم و تغییر                                              | هلن سانسیسی وردنبورخ، آملی کورت و مارگارت کول روت                                                                                       | محمد داندامایف                                    | بین‌النهرین هخامنشی، سنت‌ها و نو‌آوری‌ها                                                    | 978-964-315-682-4 |
| 8          | تداوم و تغییر                                              | هلن سانسیسی وردنبورخ، آملی کورت و مارگارت کول روت                                                                                       | کریستوفر توپلین                                   | پارسیان چونان مادها                                                                     | 978-964-315-682-4 |
| 8          | تداوم و تغییر                                              | هلن سانسیسی وردنبورخ، آملی کورت و مارگارت کول روت                                                                                       | جک مارتین بالسر                                   | قواعد حماسی باستانی در متن بیستون                                                       | 978-964-315-682-4 |
| 8          | تداوم و تغییر                                              | هلن سانسیسی وردنبورخ، آملی کورت و مارگارت کول روت                                                                                       | گرنوت ل. ویندفور، آن آربور                        | داریوش گوید: استدلال، شماره‌ها، زمان و مکان در کتیبه بیستون                              | 978-964-315-682-4 |
| 8          | تداوم و تغییر                                              | هلن سانسیسی وردنبورخ، آملی کورت و مارگارت کول روت                                                                                       | پی‌یر بریان                                        | منابع یونانی-هلنیستی نهادهای ایرانی و نهادهای مقدونی: تداوم تغییرات و خرده‌کاری‌ها        | 978-964-315-682-4 |
| 8          | تداوم و تغییر                                              | هلن سانسیسی وردنبورخ، آملی کورت و مارگارت کول روت                                                                                       | آملی کورت و سوزان شروین وایت                      | انتقال حکومت از هخامنشی به سلوکی در بابلیه: انقلاب یا تحول                              | 978-964-315-682-4 |
| 8          | تداوم و تغییر                                              | هلن سانسیسی وردنبورخ، آملی کورت و مارگارت کول روت                                                                                       | ماتیو ولفگانگ استالپر                             | درباره جنبه‌هایی از تداوم میان متون قانونی بابلیه هخامنشی و بابلیه هلنیستی               | 978-964-315-682-4 |
| 8          | تداوم و تغییر                                              | هلن سانسیسی وردنبورخ، آملی کورت و مارگارت کول روت                                                                                       | آنتونیو این‌وِ رنیتسی                               | نقشمایه‌های بابلی بر روی مُهرهای کشف شده در سلوکیه دجله                                   | 978-964-315-682-4 |
| 8          | تداوم و تغییر                                              | هلن سانسیسی وردنبورخ، آملی کورت و مارگارت کول روت                                                                                       | پیتر میچین ایست                                   | اولین سکه‌های یهودا و سامریه از لحاظ سکه‌شناسی و تاریخ در دوره‌های هخامنشی و اوایل هلنیستی | 978-964-315-682-4 |
| 8          | تداوم و تغییر                                              | هلن سانسیسی وردنبورخ، آملی کورت و مارگارت کول روت                                                                                       | استنلی م. بونستاین                                | اسکندر در مصر: تداوم یا تغییر                                                           | 978-964-315-682-4 |
| 8          | تداوم و تغییر                                              | هلن سانسیسی وردنبورخ، آملی کورت و مارگارت کول روت                                                                                       | یوزف ویزه‌هوفر                                     | درباره خاطره به جا مانده از هخامنشیان و اسکندر در ایران                                 | 978-964-315-682-4 |
| 9          | بررسی مهرهای تخت جمشید                                     | مارک گریسون و مارگارت کول روت | مارک ب. گریسون و مارگارت کول روت                  | پیشگفتار                                                                                | 978-964-315-683-1 |
| 9          | بررسی مهرهای تخت جمشید                                     | مارک گریسون و مارگارت کول روت | نامعلوم                                           | مقدمه                                                                                   | 978-964-315-683-1 |
| 9          | بررسی مهرهای تخت جمشید                                     | مارک گریسون و مارگارت کول روت | نامعلوم                                           | مطابقت‌های موقت و فهرست‌ها                                                                | 978-964-315-683-1 |
| 9          | بررسی مهرهای تخت جمشید                                     | مارک گریسون و مارگارت کول روت | نامعلوم                                           | PROVISIONAL CONCORDANCES AND LISTS                                                      | 978-964-315-683-1 |
| 9          | بررسی مهرهای تخت جمشید                                     | مارک گریسون و مارگارت کول روت | نامعلوم                                           | مطابقت موقت لوحه‌ها بر حسب ترتیب مُهرها                                                   | 978-964-315-683-1 |
| 9          | بررسی مهرهای تخت جمشید                                     | مارک گریسون و مارگارت کول روت | نامعلوم                                           | مطابقت موقت مهرهای روی لوحه‌های بارویی با مهرهای روی لوحه‌های خزانه                       | 978-964-315-683-1 |
| 9          | بررسی مهرهای تخت جمشید                                     | مارک گریسون و مارگارت کول روت | نامعلوم                                           | فهرست مهرهای شماره‌گذاری شده زیر مجموعه هلوک                                             | 978-964-315-683-1 |
| 9          | بررسی مهرهای تخت جمشید                                     | مارک گریسون و مارگارت کول روت | نامعلوم                                           | فهرست جامع مهرهای شماره‌گذاری شده زیر مجموعه                                             | 978-964-315-683-1 |
| 9          | بررسی مهرهای تخت جمشید                                     | مارک گریسون و مارگارت کول روت | نامعلوم                                           | فهرست جامع مهرهای ادغام شده                                                             | 978-964-315-683-1 |
| 9          | بررسی مهرهای تخت جمشید                                     | مارک گریسون و مارگارت کول روت | نامعلوم                                           | فهرست مهرهای دفتر یکم گریسون-روت                                                        | 978-964-315-683-1 |
| 10 بخش اول | از کوروش تا اسکندر تاریخ شاهنشاهی ایران                    | ندارد | پی‌یر بریان                                        |                                                                                         | 978-964-315-712-8 |
| 10 بخش دوم | از کوروش تا اسکندر تاریخ شاهنشاهی ایران                    | ندارد | پی‌یر بریان                                        |                                                                                         | 978-964-315-712-8 |
| 11         | مطالعاتی درباره تاریخ ایران: رسالاتی به یادبود دیوید لوئیس | هلن سانسیسی وردنبورخ، آملی کورت، هلن سانسیسی وردنبورخ، یوزف ویزه‌هوفر                                                                    | آملی کورت                                         | مقدمه                                                                                   | 978-964-315-713-5 |
| 11         | مطالعاتی درباره تاریخ ایران: رسالاتی به یادبود دیوید لوئیس | هلن سانسیسی وردنبورخ، آملی کورت، هلن سانسیسی وردنبورخ، یوزف ویزه‌هوفر                                                                    | یوزف ویزه‌هوفر                                     | «کاخی است کهنه و ویران»                                                                 | 978-964-315-713-5 |
| 11         | مطالعاتی درباره تاریخ ایران: رسالاتی به یادبود دیوید لوئیس | هلن سانسیسی وردنبورخ، آملی کورت، هلن سانسیسی وردنبورخ، یوزف ویزه‌هوفر                                                                    | هلن سانسیسی وردنبورخ                              | باج                                                                                     | 978-964-315-713-5 |
| 11         | مطالعاتی درباره تاریخ ایران: رسالاتی به یادبود دیوید لوئیس | هلن سانسیسی وردنبورخ، آملی کورت، هلن سانسیسی وردنبورخ، یوزف ویزه‌هوفر                                                                    | جراسیوس اپرگیس                                    | گل‌نبشته‌های بارویی تخت جمشید - نگاهی دیگر                                                | 978-964-315-713-5 |
| 11         | مطالعاتی درباره تاریخ ایران: رسالاتی به یادبود دیوید لوئیس | هلن سانسیسی وردنبورخ، آملی کورت، هلن سانسیسی وردنبورخ، یوزف ویزه‌هوفر                                                                    | کریستوفر توپلین                                   | کوچ فصلی شاهان هخامنشی، گزارشی بر اساس مدارک کهن و نو                                   | 978-964-315-713-5 |
| 11         | مطالعاتی درباره تاریخ ایران: رسالاتی به یادبود دیوید لوئیس | هلن سانسیسی وردنبورخ، آملی کورت، هلن سانسیسی وردنبورخ، یوزف ویزه‌هوفر                                                                    | مارک گریسون                                       | مُهرهای اَشبازانا                                                                         | 978-964-315-713-5 |
| 11         | مطالعاتی درباره تاریخ ایران: رسالاتی به یادبود دیوید لوئیس | هلن سانسیسی وردنبورخ، آملی کورت، هلن سانسیسی وردنبورخ، یوزف ویزه‌هوفر                                                                    | متیو استالپر                                      | به مصری نوشته شده                                                                       | 978-964-315-713-5 |
| 11         | مطالعاتی درباره تاریخ ایران: رسالاتی به یادبود دیوید لوئیس | هلن سانسیسی وردنبورخ، آملی کورت، هلن سانسیسی وردنبورخ، یوزف ویزه‌هوفر                                                                    | هیو ویلیامسون                                     | یهودا و یهودیان                                                                         | 978-964-315-713-5 |
| 11         | مطالعاتی درباره تاریخ ایران: رسالاتی به یادبود دیوید لوئیس | هلن سانسیسی وردنبورخ، آملی کورت، هلن سانسیسی وردنبورخ، یوزف ویزه‌هوفر                                                                    | الیزابت تاکر                                      | «صرف اسامی» در زبان ایلامی هخامنشی                                                      | 978-964-315-713-5 |
| 11         | مطالعاتی درباره تاریخ ایران: رسالاتی به یادبود دیوید لوئیس | هلن سانسیسی وردنبورخ، آملی کورت، هلن سانسیسی وردنبورخ، یوزف ویزه‌هوفر                                                                    | موریسون هَندلی-شاچلر                               | مناسک «لان» در متون بارویی تخت جمشید                                                    | 978-964-315-713-5 |
| 11         | مطالعاتی درباره تاریخ ایران: رسالاتی به یادبود دیوید لوئیس | هلن سانسیسی وردنبورخ، آملی کورت، هلن سانسیسی وردنبورخ، یوزف ویزه‌هوفر                                                                    | پی‌یر بریان                                        | دروثافرنس و تندیس تخت جمشید                                                             | 978-964-315-713-5 |
| 11         | مطالعاتی درباره تاریخ ایران: رسالاتی به یادبود دیوید لوئیس | هلن سانسیسی وردنبورخ، آملی کورت، هلن سانسیسی وردنبورخ، یوزف ویزه‌هوفر                                                                    | ماریا بروسیوس                                     | آرتمیس پارسی و آرتمیس آنایی تیس                                                         | 978-964-315-713-5 |
| 11         | مطالعاتی درباره تاریخ ایران: رسالاتی به یادبود دیوید لوئیس | هلن سانسیسی وردنبورخ، آملی کورت، هلن سانسیسی وردنبورخ، یوزف ویزه‌هوفر                                                                    | رویارتوس فان دراسپگ                               | گاه‌شناسی جنگ‌های اردشیر دوم در یادداشت‌های روزانه نجومی بابلی                             | 978-964-315-713-5 |
| 11         | مطالعاتی درباره تاریخ ایران: رسالاتی به یادبود دیوید لوئیس | هلن سانسیسی وردنبورخ، آملی کورت، هلن سانسیسی وردنبورخ، یوزف ویزه‌هوفر                                                                    | مارگارت کول روت                                   | مهرهای هرمی شکل - در ارتباط با تخت جمشید                                                | 978-964-315-713-5 |
| 12         | مُهرهای داسکولیون تصاور مُهری غرب شاهنشاهی هخامنشی           | دنیز کاپتان | مارگارت کول روت                                   | پیشگفتار                                                                                | 978-964-315-714-2 |
| 12         | مُهرهای داسکولیون تصاور مُهری غرب شاهنشاهی هخامنشی           | دنیز کاپتان | دیباچه                                            |                                                                                         | 978-964-315-714-2 |
| 12         | مُهرهای داسکولیون تصاور مُهری غرب شاهنشاهی هخامنشی           | دنیز کاپتان | گُوی‌های گِلی داسکولیون و کاربرد آنها                |                                                                                         | 978-964-315-714-2 |
| 12         | مُهرهای داسکولیون تصاور مُهری غرب شاهنشاهی هخامنشی           | دنیز کاپتان | بررسی نقشمایه‌ها و تصاویر عمده                     |                                                                                         | 978-964-315-714-2 |
| 12         | مُهرهای داسکولیون تصاور مُهری غرب شاهنشاهی هخامنشی           | دنیز کاپتان | تحلیل سبک‌ها                                       |                                                                                         | 978-964-315-714-2 |
| 12         | مُهرهای داسکولیون تصاور مُهری غرب شاهنشاهی هخامنشی           | دنیز کاپتان | رودیگر اشمیت                                      | کتیبه‌های میخی                                                                           | 978-964-315-714-2 |
| 12         | مُهرهای داسکولیون تصاور مُهری غرب شاهنشاهی هخامنشی           | دنیز کاپتان | و. رولیگ                                          | کتیبه‌های آرامی                                                                          | 978-964-315-714-2 |
| 12         | مُهرهای داسکولیون تصاور مُهری غرب شاهنشاهی هخامنشی           | دنیز کاپتان | نامعلوم                                           | خاندان فارناک و دودمان هخامنشی                                                          | 978-964-315-714-2 |
| 13         | چشم‌انداز ایرانی (مقالاتی به یاد هلن سانسیسی وردنبورخ)      | ووتر ف. م. هنکلمن و آملی کورت | ووتر هنکلمن و آملی کورت                           | پیشگفتار                                                                                | 978-964-315-715-9 |
| 13         | چشم‌انداز ایرانی (مقالاتی به یاد هلن سانسیسی وردنبورخ)      | ووتر ف. م. هنکلمن و آملی کورت | مارگارت کول روت                                   | ماده شیر ایلام: اندیشه سیاسی و باروری دودمانی در تخت جمشید                              | 978-964-315-715-9 |
| 13         | چشم‌انداز ایرانی (مقالاتی به یاد هلن سانسیسی وردنبورخ)      | ووتر ف. م. هنکلمن و آملی کورت | پی‌یر بریان                                        | درباره شاه - باغبان: ملاحظاتی درباره تاریخچه یک پرونده مستند                            | 978-964-315-715-9 |
| 13         | چشم‌انداز ایرانی (مقالاتی به یاد هلن سانسیسی وردنبورخ)      | ووتر ف. م. هنکلمن و آملی کورت | آن گونتر                                          | جوزف لیندون اسمیت در تخت جمشید                                                          | 978-964-315-715-9 |
| 13         | چشم‌انداز ایرانی (مقالاتی به یاد هلن سانسیسی وردنبورخ)      | ووتر ف. م. هنکلمن و آملی کورت | اورزولا زایدل                                     | نحوه استقرار سرستون‌های جانوردیس هخامنشی چگونه بود؟                                      | 978-964-315-715-9 |
| 13         | چشم‌انداز ایرانی (مقالاتی به یاد هلن سانسیسی وردنبورخ)      | ووتر ف. م. هنکلمن و آملی کورت | رمی بوشارلا                                       | زندان پاسارگاد: از برج «نک افتاده» تا یک مجموعه معماری: ...                             | 978-964-315-715-9 |
| 13         | چشم‌انداز ایرانی (مقالاتی به یاد هلن سانسیسی وردنبورخ)      | ووتر ف. م. هنکلمن و آملی کورت | ووتر هنکلمن                                       | یک بنای یادبود ایلامی: شوهر کمبوجیه و ویشتاسپ                                           | 978-964-315-715-9 |
| 13         | چشم‌انداز ایرانی (مقالاتی به یاد هلن سانسیسی وردنبورخ)      | ووتر ف. م. هنکلمن و آملی کورت | یوزف ویزه‌هوفر                                     | ترکوموَه و فَرنَه                                                                          | 978-964-315-715-9 |
| 13         | چشم‌انداز ایرانی (مقالاتی به یاد هلن سانسیسی وردنبورخ)      | ووتر ف. م. هنکلمن و آملی کورت | دنیز کاپتان                                       | نگاهی به شمال غربی آسیای صغیر در دوره هخامنشی                                           | 978-964-315-715-9 |
| 13         | چشم‌انداز ایرانی (مقالاتی به یاد هلن سانسیسی وردنبورخ)      | ووتر ف. م. هنکلمن و آملی کورت | ر. گول گورتکین دیمر                               | سفالینه‌های نقش‌دار وارداتی از آسیای صغیر به داسکولیون در دوره هخامنشی                    | 978-964-315-715-9 |
| 13         | چشم‌انداز ایرانی (مقالاتی به یاد هلن سانسیسی وردنبورخ)      | ووتر ف. م. هنکلمن و آملی کورت | ماریا بروسیس                                      | چرا ایران دشمن مقدونه شد؟                                                               | 978-964-315-715-9 |
| 13         | چشم‌انداز ایرانی (مقالاتی به یاد هلن سانسیسی وردنبورخ)      | ووتر ف. م. هنکلمن و آملی کورت | برونو یاکوبس                                      | ساز و کارهای غلبه بر بحران در نظام اداری آسیای صغیر در دوران هخامنشی                    | 978-964-315-715-9 |
| 13         | چشم‌انداز ایرانی (مقالاتی به یاد هلن سانسیسی وردنبورخ)      | ووتر ف. م. هنکلمن و آملی کورت | متیو ولفگانگ استولپر                              | هیچ‌کس جز شما اطلاع دقیقی ندارد (مکاتبات میان بابل و اوروک ...)                          | 978-964-315-715-9 |
| 13         | چشم‌انداز ایرانی (مقالاتی به یاد هلن سانسیسی وردنبورخ)      | ووتر ف. م. هنکلمن و آملی کورت | روبارتوس ی. وان‌دِر اسپک                            | داریوش سوم، اسکندر بزرگ و دانشِ بابلی                                                    | 978-964-315-715-9 |
| 13         | چشم‌انداز ایرانی (مقالاتی به یاد هلن سانسیسی وردنبورخ)      | ووتر ف. م. هنکلمن و آملی کورت | آملی کورت                                         | ساختن تاریخ: سارگونِ اَکَدی و کوروش بزرگ پارسی                                             | 978-964-315-715-9 |
| 14         | خدایان دیگری که هستند                                      | سرویراستار: ووتر ف. م. هنکلمن ویراستارها: پی‌یر بریان، آملی کورت یوهان دروس، مارگارت ک. روت، هلن سانسیسی وردنبورخ (فقید) و یوزف ویزه‌هوفر | آملی کورت                                         | دیباچه                                                                                  | 978-964-315-716-6 |
| 14         | خدایان دیگری که هستند                                      | سرویراستار: ووتر ف. م. هنکلمن ویراستارها: پی‌یر بریان، آملی کورت یوهان دروس، مارگارت ک. روت، هلن سانسیسی وردنبورخ (فقید) و یوزف ویزه‌هوفر | ووتر ف. م. هنکلمن                                 | پیشگفتار                                                                                | 978-964-315-716-6 |
| 14         | خدایان دیگری که هستند                                      | سرویراستار: ووتر ف. م. هنکلمن ویراستارها: پی‌یر بریان، آملی کورت یوهان دروس، مارگارت ک. روت، هلن سانسیسی وردنبورخ (فقید) و یوزف ویزه‌هوفر | اوچیا و پَرسیپ                                     |                                                                                         | 978-964-315-716-6 |
| 14         | خدایان دیگری که هستند                                      | سرویراستار: ووتر ف. م. هنکلمن ویراستارها: پی‌یر بریان، آملی کورت یوهان دروس، مارگارت ک. روت، هلن سانسیسی وردنبورخ (فقید) و یوزف ویزه‌هوفر | بایگانی بارویی                                    |                                                                                         | 978-964-315-716-6 |
| 14         | خدایان دیگری که هستند                                      | سرویراستار: ووتر ف. م. هنکلمن ویراستارها: پی‌یر بریان، آملی کورت یوهان دروس، مارگارت ک. روت، هلن سانسیسی وردنبورخ (فقید) و یوزف ویزه‌هوفر | نذر قربانی لَن                                     |                                                                                         | 978-964-315-716-6 |
| 14         | خدایان دیگری که هستند                                      | سرویراستار: ووتر ف. م. هنکلمن ویراستارها: پی‌یر بریان، آملی کورت یوهان دروس، مارگارت ک. روت، هلن سانسیسی وردنبورخ (فقید) و یوزف ویزه‌هوفر | خدایان بابلی و هویَت پارسی                         |                                                                                         | 978-964-315-716-6 |
| 14         | خدایان دیگری که هستند                                      | سرویراستار: ووتر ف. م. هنکلمن ویراستارها: پی‌یر بریان، آملی کورت یوهان دروس، مارگارت ک. روت، هلن سانسیسی وردنبورخ (فقید) و یوزف ویزه‌هوفر | هومبان و شاه                                      |                                                                                         | 978-964-315-716-6 |
| 14         | خدایان دیگری که هستند                                      | سرویراستار: ووتر ف. م. هنکلمن ویراستارها: پی‌یر بریان، آملی کورت یوهان دروس، مارگارت ک. روت، هلن سانسیسی وردنبورخ (فقید) و یوزف ویزه‌هوفر | چکیده گزارش پرداخت‌های مذهبی (NN2259)              |                                                                                         | 978-964-315-716-6 |